# Squalius cephalus
Il cavedano europeo (Squalius cephalus, Linnaeus 1758) è un pesce osseo d'acqua dolce appartenente alla famiglia dei Cyprinidae.

## Distribuzione e habitat
È diffuso in tutta l'Europa centrale a est fino alla Russia europea e al Kazakistan. Si trova anche in Inghilterra centro-meridionale, nella Svezia meridionale e nell'estremo sud della Finlandia. È naturalmente assente dall'Italia (dove è sostituito dall'affine Squalius squalus), da Spagna e Portogallo, da gran parte della Francia meridionale (tranne il tratto fra Var e Hérault), dalla regione balcanica occidentale e meridionale e da gran parte della Fennoscandia.
È stato introdotto in Spagna e in varie regioni d'Italia, con popolazioni raramente numerose ma della cui densità e distribuzione poco si sa.
Si tratta di una specie ubiquitaria, diffusa praticamente in tutti gli ambienti d'acqua dolce, dai torrenti con acque fresche della parte inferiore delle zona della trota ai piccoli corsi di collina, ai tratti planiziari dei grandi fiumi e ai canali. È presente anche nei laghi. Ha una modesta tolleranza alla salinità. Può colonizzare anche ambienti fortemente antropizzati e acque con un consistente livello di inquinamento. L'habitat nel quale ha le densità maggiori sono le acque limpide con fondali ciottolosi e ghiaiosi dei laghi di medio grandi dimensioni e del tratto collinare dei fiumi nella zona del barbo.

## Descrizione
L'aspetto di questo pesce è sostanzialmente identico a quello del cavedano italico. Ha corpo slanciato e fusiforme, di struttura robusta, solo leggermente compresso lateralmente. La testa è abbastanza grande e la bocca, in posizione mediana è anch'essa grande e dotata di labbra carnose. Le scaglie sono grandi. La pinna dorsale e la pinna anale hanno il bordo dritto o solo leggermente arrotondato; la pinna caudale è ampia e biloba, con una profonda incisione centrale.
La livrea è di solito grigia argentea, solo di rado ha riflessi color bronzo. Le scaglie hanno di solito un bordo scuro posteriore che conferisce al pesce un aspetto reticolato. Le pinne ventrali e la pinna anale hanno una colorazione rossastra o arancio, questo è il più semplice carattere per distinguerlo da S. squalus nel quale queste pinne sono grigie o trasparenti; questo carattere non è apprezzabile negli individui molto piccoli ma si fa già evidente a un anno di età. Oltre a questo gli individui nel periodo riproduttivo possono avere riflessi dorati sulla testa che non sono presenti nella specie italica. Inoltre S. cephalus ha 8-9 raggi nella pinna anale mentre S. squalus ne ha 9-10.
Nei luoghi dove raggiunge le maggiori dimensioni può arrivare eccezionalmente ad una lunghezza di circa 60 cm e al peso di 8 kg, ma solitamente la taglia non supera i 30 cm.

## Biologia
Sembra che possa vivere fino a 22 anni; le femmine vivono più dei maschi.

### Comportamento
I giovani formano piccoli gruppi, gli adulti hanno abitudini solitarie.

### Alimentazione
È un animale onnivoro e può nutrirsi di una vastissima gamma di alimenti sia di origine animale che vegetale tra cui insetti, crostacei, molluschi, anellidi, alghe e pesci. Gli adulti si nutrono soprattutto di pesci. Tra le prede sono riportate: anguilla, gobione europeo, leucisco, sanguinerola europea e rutilo.

### Riproduzione
La riproduzione avviene dalla tarda primavera all'estate (maggio-agosto) quando la temperatura dell'acqua raggiunge i 14 °C in base alla latitudine. Vengono intraprese migrazioni riproduttive più o meno lunghe verso monte per raggiungere i letti di frega caratterizzati da acqua bassa, corrente vivace e fondi a ghiaia o ciottoli. Ogni femmina depone in più occasioni e le uova vengono fecondate da più maschi. Le uova, fino a 50.000 per ogni femmina, sono adesive e vengono deposte sulla ghiaia del fondo o, molto raramente, sulla vegetazione acquatica. La maturità sessuale giunge a 2-4 anni nei maschi e a 4-6 anni nelle femmine. Sono noti ibridi con Squalius squalus e con Alburnus alburnus.

## Pesca
La pesca commerciale ha qualche importanza nell'Europa orientale e in Russia mentre nell'Europa occidentale è pressoché inesistente. È invece preda ambita dai pescatori sportivi che lo insidiano con praticamente ogni esca e con tutte le tecniche. È apprezzato per la sua sospettosità e astuzia, che lo rendono una cattura difficile, specie i grandi esemplari. Viene pescato con la tecnica della passata usando come esca bigattini, lombrichi, pane, mais, frutta di stagione e moltissime altre esche. Si cattura anche con esche artificiali, ad esempio la pesca con la mosca e lo spinning. Le sue carni sono buone, ma, a causa dell'estrema liscosità, non sono generalmente molto apprezzate. È uno dei pesci tradizionalmente atti alla preparazione dello Steckerlfisch bavarese.

## Conservazione
Si tratta di una specie abbondante su un vastissimo areale, tollerante della degradazione ambientale e per la quale non sono note minacce, la lista rossa IUCN la classifica come "a rischio minimo".

## Tassonomia

### Sinonimi
Cyprinus albula, Cyprinus cephalus, Cyprinus chub, Cyprinus kietaibeli, Cyprinus lugdunensis, Cyprinus orthonotus, Cyprinus rufus, Cyprinus salmoneus, Leucalburnus kosswigi, Leuciscus albiensis, Leuciscus cephalus, Leuciscus cephalus cephalus, Leuciscus cephalus macedonicus, Leuciscus cephalus orientalis, Leuciscus cephalus prespensis, Leuciscus cephalus var. wjatkensis, Leuciscus cephalus vardarensis, Leuciscus frigidus, Leuciscus latifrons, Leuciscus nothulus, Leuciscus orientalis, Leuciscus pamvoticus, Leuciscus rissoi, Squalius cephalopsis, Squalius cephalus athurensis, Squalius clathratus, Squalius meridionalis, Squalius meunier, Squalius orientalis, Squalius pareti, Squalius prespensis, Squalius turcicus var. platycephala, Squalius vardarensis, Cyprinus capito, Leuciscus cephalus orientalis aralychensis, Leuciscus cephalus orientalis ardebilicus, Leuciscus cephalus orientalis kaznakovi, Leuciscus cephalus orientalis thracicus, Leuciscus cephalus orientalis zangicus, Leuciscus chub pictava, Leuciscus cabeda pamvoticus, Leuciscus cephaloides, Leuciscus cephalus moreoticus, Leuciscus cii, Leuciscus fellowesii, Leuciscus kosswigi, Leuciscus orientalis pursakensis, Leuciscus peloponensis, Squalius agdamicus, Squalius berak, Squalius cephalus vardarensis, Squalius turcicusCyprinus kittaibeli, Leuciscus cephalus orientalis thracica